# Tim Sköld
Tim Sköld, född 14 december 1966 i Skövde, är en svensk rockmusiker och basist.

## Biografi
Tim Sköld och Harry Cody grundade på 1980-talet glamrockbandet Kingpin, med sångaren Zinny J. San och trummisen Stixx Galore. Deras enda svenska album hette Welcome to Bop City. Följande år flyttade bandet till Los Angeles där de skrev kontrakt med Cliff Cultreri på Relativity Records och bytte namn till Shotgun Messiah.
Tim Sköld släppte sitt debutalbum Skold på RCA 1996. Några av sångerna på Skold användes i filmer som Disturbing Behavior (“Hail Mary”), Universal Soldier: The Return (“Chaos”) och Playstationspelet Twisted Metal (“Chaos”). Under sin solokarriär remixade även Sköld för flera band som Prong och Drown.
Tim Sköld gick sedan med i bandet KMFDM där hans första medverkan var på skivan Symbols och han skrev och sjöng även låten Anarchy. Han turnerade 2001 med ohGr, ett projekt av Skinny Puppy-sångaren Nivek Ogre, för deras första album, Welt, och var där basist.
Skölds samarbete med Marilyn Manson började som producent för singeln "Tainted Love" som spelades i tonårsfilmen Not Another Teen Movie 2001. Manson och Sköld gjorde även filmmusik till Resident Evil från 2002. Till en början verkade Sköld som basist för att senare gå över till gitarr i Marilyn Manson. Han medverkar på albumen The Golden Age of Grotesque, Eat me, Drink me där han spelar alla instrument och på samlingsalbumet Lest We Forget där en ny cover av Depeche Mods låt Personal Jesus inkluderades.

## Soloalbum
- 1996 – Skold
- 1996 – Neverland EP
- 2002 – Dead God
- 2011 – Anomie
- 2016 – The Undoing